# Shar-pei
El shar-pei és una raça de gos.

## Història i origen de la raça
El Shar-pei és una raça d'origen xinès molt antiga, de fet es creu que deriva de l'encreuament entre mastins i gossos nòrdics (potser siberians). Durant molt temps la seva dedicació va ser la guarda dels temples, el combat i la caça de senglars, fins que en el Pequín imperial va ser adoptat per la cort. La revolució xinesa el va considerar un animal de luxe pel que va estar a la vora l'extinció en els anys 50. Gràcies a un criador de Hong Kong i a la seva peculiaritat van entrar als Estats Units, on es van fer molt populars i es va poder regenerar la raça.

## Descripció
Pell sòlta amb múltiples replecs. Cap gros en proporció a la resta del cos, ulls foscos i ametllats, orelles molt petites, triangulars i doblegades, pit ample i profund, cua arrodonida acabada en punxa, alta i corbada cap a un lateral del dors. Igual que el chow-chow té la llengua i les mucoses de la boca negre-blavoses.
Color: Només unicolors uniformes: negre, vermell, beix fosc o clar, o color crema.
Pelatge: Curt, llis i fràgil o trencadís.
Alçada: 46-51 cm.
Pes: 18-25 kg.
En l'actualitat, es reconeixen dues varietats de Shar-Pei: el Shar-Pei tradicional, oriental o de boca d'os que encara es troba a la Xina, i el Shar-Pei occidental o de boca de carn, també coneguts com americans. Els Shar-Pei tradicionals tendeixen a ser més prims, més llargs i d'ossos més lleugers, amb mínimes arrugues  mentre que els altres són coneguts per les seves múltiples arrugues.

## Cures
Si se li proporciona exercici diari el shar-pei viu bé en apartament. Els plecs de la seva pell no requereixen cap cura particular, encara que poden produir en els cadells doloroses inflamacions de les parpelles. Tenen bona salut encara que poden patir amb freqüència alteracions en la pell, tant parasitàries com infeccioses per la peculiaritat dels seus plecs.

## Temperament
El shar-pei és tranquil i lleial, equilibrat i molt afectuós amb la família. Estima els nens, als quals instintivament es proposa defensar. Amb els estranys és reservat, però no és mossegador. És assenyat i disciplinat. Té una gran capacitat d'adaptació que el duu a viure en apartament.

## Entrenament
Cal tenir en compte que originàriament era un gos de baralla, per la qual cosa pot conservar part d'aquest instint i cal controlar-lo des de molt cadell.

## Utilitat
Gos de companyia per la bellesa de la seva pell i pèl (si es col·loca al costat d'una flassada del seu mateix color, no se sabrà on comença el gos).
També és un gos protector, protegeix les entrades de les cases.